# Colomar (Sant Joan de les Abadesses)
El colomar és una antic colomar de Sant Joan de les Abadesses (Ripollès) inclosa a l'Inventari del Patrimoni Arquitectònic de Catalunya.

## Descripció
És una construcció feta damunt el desnivell del terreny de dos pisos d'alçada. La planta és gairebé quadrada però a conseqüència d'un xamfrà de forma rodona és irregular.
A la banda inferior tenia una bassa arran de nivell d'un camp, no gaire fonda, que es feia servir per als ànecs. Damunt aquesta mica de bassa o pou, que es tancava mitjançant nua porta de fusta amb un forriac, hi ha el galliner, encara en activitat. Per sobre d'aquest hi ha el colomar, que avui dia no s'utilitza. Al cantó de la cara que dona a ponent hi ha dues portes, una per sobre de l'altra, per entrar a les diferents dependències de l'edifici. A cantó oposat a aquest pany de paret i on hi ha la porta de l'antiga bassa o pou, l'any 1993 encara es veien els forats per on entraven els coloms al seu jóc. El teulat és de teules i de forma irregular.

## Història
Fou construït l'any 1932 per un estadant que vivia a Can Ramon de la Pera. Va ser construït com a colomar i més tard va passar a ser només galliner.
L'edifici és curiós perquè colomars d'aquest tipus no són típics ni generalitzats per les construccions de les cases de pagès del terme de Sant Joan de les Abadesses.
Porta la data de 1932.